# Gezerigó
A gezerigó (Mimus) a madarak (Aves) osztályának verébalakúak (Passeriformes) rendjébe és a gezerigófélék (Mimidae) családjába tartozó nem.

## Rendszerezésük
A nemet Friedrich Boie német entomológus, herpetológus és ornitológus írta le 1826-ban, az alábbi fajok tartoznak ide:
- chilei gezerigó (Mimus thenca)
- patagóniai gezerigó (Mimus patagonicus)
- fehérarcú gezerigó (Mimus saturninus)
- fehérszárnyú gezerigó (Mimus triurus)
- barnahátú gezerigó (Mimus dorsalis)
- hosszúfarkú gezerigó (Mimus longicaudatus)
- szigeti gezerigó (Mimus graysoni)
- énekes gezerigó (Mimus polyglottos)
- trópusi gezerigó (Mimus gilvus)
- Bahama-szigeteki gezerigó (Mimus gundlachii)

A csúfolórigókat korábban Nesomimus néven önálló nembe különítették el, de a ma használatos rendszertanok ezeket is a Mimus nembe sorolják. Valamennyi faj a Galápagos-szigeteken él.
- galápagosi csúfolórigó (Mimus parvulus)
- Floreana-szigeti csúfolórigó (Mimus trifasciatus)
- San Cristóbal-szigeti csúfolórigó (Mimus melanotis)
- vérszívó csúfolórigó (Mimus macdonaldi)

## Előfordulásuk
Amerikában és a Galápagos-szigeteken honosak. Természetes élőhelyeik a szubtrópusi, trópusi és mérsékelt övi erdők, cserjések és szavannák. A fajok többsége állandó, nem vonuló. 

## Megjelenésük
Testhosszuk 20–30 centiméter közötti.

## Életmódjuk
Mindenevők, ízeltlábúakkal és növényi anyagokkal táplálkoznak.